# Blosfeldija
Blosfeldija (lat. Blossfeldia), monotoipski rod kaktusa smješten u vlastiti tribus Blossfeldieae, dio potporodice Cactoideae. Jedina vrsta je B. liliputana iz sjeverozapadne Argentine i južne Bolivije.
- B. liliputana
- B. liliputana
- B. liliputana
- B. liliputana

## Sinonimi
- Blossfeldia atroviridis F.Ritter
- Blossfeldia atroviridis var. intermedia F.Ritter
- Blossfeldia campaniflora Backeb.
- Blossfeldia fechseri Backeb.
- Blossfeldia liliputana var. atroviridis (Ritter) Krainz
- Blossfeldia liliputana var. caineana Cárdenas
- Blossfeldia liliputana var. campaniflora (Backeb.) Krainz
- Blossfeldia liliputana var. fechseri (Backeb.) Krainz
- Blossfeldia liliputana var. formosa F.Ritter
- Blossfeldia liliputana var. pedicellata (Ritter) Krainz
- Blossfeldia minima F.Ritter
- Blossfeldia pedicellata F.Ritter
- Parodia liliputana (Werderm.) N.P.Taylor